# Al Kass International Cup de 2018
Al Kass International Cup de 2018, ou Al Kass U17 foi a sétima edição da Al Kass International Cup, uma competição anual de futebol juvenil organizada pela Al Kass com colaboração da Academia Aspire e a Associação de Futebol do Qatar. Em 2018, a competição ocorreu entre os dias 21 e 31 de janeiro em Doha, Qatar. 
O Paris Saint-Germain, representante francês nesta edição, acabou sagrando-se tricampeão do torneio. Na decisão, a equipe de Paris derrotou o representante japonês, Kashiwa Reysol.

## Equipes participantes
A edição de 2016 contou com doze equipes de três continentes distintos, que foram divididas em quatro grupo com três clubes cada. Os representantes da Europa foram: Benfica de Portugal, Real Madrid da Espanha, Paris Saint-Germain da França, Milan da Itália, Tottenham, clube da Inglaterra e o Fenerbahçe da Turquia, os representantes da Ásia foram: Aspire Academy e Aspire Football Dreams, ambos de Qatar; o Guangzhou Evergrande da China e o clube japonês do Kashiwa Reysol, e os representantes da África: Wydad Casablanca do Marrocos e o Espérance de Tunis da Tunísia.
| Espérance ST        | Fenerbahçe S.K | Guangzhou Evergrande | Kashiwa Reysol |
| Paris Saint-Germain | Real Madrid    | Tottenham            | Wydad AC       |

## Fase de grupos

### Grupo A
| Equipes              | Pts | J | V | E | D | GP | GS | SG |
| -------------------- | --- | - | - | - | - | -- | -- | -- |
| Benfica              | 6   | 2 | 2 | 0 | 0 | 11 | 3  | +8 |
| Aspire Academy       | 1   | 2 | 0 | 1 | 1 | 4  | 8  | -4 |
| Guangzhou Evergrande | 1   | 2 | 0 | 1 | 1 | 1  | 5  | -4 |

| 21 de janeiro | Guangzhou Evergrande | 0 – 4     | Benfica                                         | Aspire P5, Doha                  |
| 18:30 (UTC+3) |                      | Relatório | Hugo Nunes 37', 87' · Gonçalo Oliveira 39', 66' | Árbitro: QAT Yousef Al Sharshani |

| 22 de janeiro | Guangzhou Evergrande | 1 – 1     | Aspire Academy | Aspire P4, Doha              |
| 17:35 (UTC+3) | Tan 22'              | Relatório | Alhadhrami 40' | Árbitro: QAT Khalid Al Nabit |

| 24 de janeiro | Benfica                                                                                     | 7 – 3     | Aspire Academy                     | Aspire P4, Doha           |
| 17:35 (UTC+3) | Gonçalo Ramos 49', 58', 84' · Nuno Cunha 50' · Alexandre Brito 57', 65' · Gonçalo Gomes 73' | Relatório | Alhadhrami 5', 90+5' · Tombari 13' | Árbitro: QAT Khalid Nabit |

### Grupo B
| Equipes                | Pts | J | V | E | D | GP | GS | SG |
| ---------------------- | --- | - | - | - | - | -- | -- | -- |
| Real Madrid            | 4   | 2 | 1 | 1 | 0 | 7  | 3  | +4 |
| Aspire Football Dreams | 4   | 2 | 1 | 1 | 0 | 3  | 1  | +2 |
| Fenerbahçe             | 0   | 2 | 0 | 0 | 2 | 2  | 8  | -6 |

| 21 de janeiro | Real Madrid                                                                       | 6 – 2     | Fenerbahçe               | Aspire P5, Doha               |
| 16:25 (UTC+3) | Latasa 16' · Jordi 27' · Alvaro Frias 40', 52' · Carlos Gonzalez 50' · Franco 59' | Relatório | Akbulut 6' · Beyaz 90+2' | Árbitro: QAT Moatassim Ahamed |

| 22 de janeiro | Aspire Football Dreams | 2 – 0     | Fenerbahçe | Aspire P4, Doha           |
| 15:30 (UTC+3) | Keita 28' · Otabil 48' | Relatório |            | Árbitro: QAT Aseel Farraj |

| 23 de janeiro | Aspire Football Dreams | 1 – 1     | Real Madrid   | Aspire P5, Doha        |
| 17:35 (UTC+3) | Otabil 45'             | Relatório | Domniguez 23' | Árbitro: QAT Ali Shams |

### Grupo C
| Equipes            | Pts | J | V | E | D | GP | GS | SG |
| ------------------ | --- | - | - | - | - | -- | -- | -- |
| Espérance de Tunis | 6   | 2 | 2 | 0 | 0 | 5  | 0  | +5 |
| Milan              | 3   | 2 | 1 | 0 | 1 | 1  | 2  | -1 |
| Wydad Casablanca   | 0   | 2 | 0 | 0 | 2 | 0  | 4  | -4 |

| 21 de janeiro | Espérance de Tunis                       | 3 – 0     | Wydad Casablanca | Aspire P5, Doha                 |
| 20:35 (UTC+3) | Mimouni 37' · Berrima 39' · Yaccoubi 83' | Relatório |                  | Árbitro: QAT Mohamed Al Obaidly |

| 23 de janeir0 | Milan     | 1 – 0     | Wydad Casablanca | Aspire P5, Doha                  |
| 15:30 (UTC+3) | Corti 78' | Relatório |                  | Árbitro: QAT Ahmed Mawla Hussain |

| 24 de janeiro | Milan | 0 – 2     | Espérance de Tunis           | Aspire P4, Doha               |
| (UTC+3)       |       | Relatório | Berrima 32' · Abdelkarim 47' | Árbitro: QAT Ibrahim Abdulhay |

### Grupo D
| Equipes             | Pts | J | V | E | D | GP | GS | SG |
| ------------------- | --- | - | - | - | - | -- | -- | -- |
| Paris Saint-Germain | 4   | 2 | 1 | 1 | 0 | 5  | 3  | +2 |
| Kashiwa Reysol      | 4   | 2 | 1 | 1 | 0 | 4  | 3  | +1 |
| Tottenham           | 0   | 2 | 0 | 0 | 2 | 4  | 7  | -3 |

| 22 de janeiro | Kashiwa Reysol                      | 3 – 2     | Tottenham                                 | Aspire P4, Doha              |
| 19:40 (UTC+3) | Hosoya 38' (pen), 83' · Shimizu 59' | Relatório | Dilan Markanday 45+1' · Jneil Bennett 78' | Árbitro: QAT Mohammed Yousef |

| 23 de janeiro | Tottenham            | 2 – 4     | Paris Saint-Germain                          | Aspire P5, Doha              |
| 19:40 (UTC+3) | Enock Asante 2', 58' | Relatório | Aouchiche 11' · Fressange 28', 60' · Soh 76' | Árbitro: QAT Mohammed Shabir |

| 24 de janeiro | Kashiwa Reysol | 1 – 1     | Paris Saint-Germain | Aspire P4, Doha              |
| 19:40 (UTC+3) | Tomita 67'     | Relatório | Kapo 53'            | Árbitro: QAT Mohammed Yousef |

### Decisão 9º - 12º Colocado
| 25 de janeiro | Tottenham                               | 2 – 0     | Guangzhou Evergrande | Aspire P5, Doha            |
| 15:30 (UTC+3) | Max Robson 5'} · Enock Asante 51' (pen) | Relatório |                      | Árbitro: QAT Ali Al Haddad |

| 25 de janeiro | Fenerbahçe | 1(4) – 1(5) | Wydad Casablanca | Aspire P5, Doha              |
| 17:55 (UTC+3) | Özcan 42'  | Relatório   | Rchoq 66'        | Árbitro: QAT Moatassim Ahmed |

## Fase final

### Esquema
|  | Quartas de final          | Quartas de final     |                     |                    | Semifinais     | Semifinais     |  |  | Final               | Final |
|  |                           |                      |                     |                    |                |                |  |  |                     |       |
|  | 26 de janeiro, Doha       |                      |                     |                    |                |                |  |  |                     |       |
|  |                           |                      |                     |                    |                |                |  |  |                     |       |
|  | Benfica                   | 6                    |                     |                    |                |                |  |  |                     |       |
|  | Benfica                   | 6                    | 29 de janeiro, Doha |                    |                |                |  |  |                     |       |
|  | Milan                     | 0                    |                     |                    |                |                |  |  |                     |       |
|  | Milan                     | 0                    | Benfica             | 3 (4)              |                |                |  |  |                     |       |
|  | 27 de janeiro, Doha       |                      | Benfica             | 3 (4)              |                |                |  |  |                     |       |
|  |                           | Kashiwa Reysol (pen) | 3 (5)               |                    |                |                |  |  |                     |       |
|  | Real Madrid               | Kashiwa Reysol (pen) | 3 (5)               | 2                  |                |                |  |  |                     |       |
|  | Real Madrid               |                      | 31 de janeiro, Doha | 2                  |                |                |  |  |                     |       |
|  | Kashiwa Reysol            | 3                    |                     |                    |                |                |  |  |                     |       |
|  | Kashiwa Reysol            | 3                    | Kashiwa Reysol      | 1                  |                |                |  |  |                     |       |
|  | 26 de janeiro, Doha       |                      | Kashiwa Reysol      | 1                  |                |                |  |  |                     |       |
|  |                           | Paris Saint-Germain  | 2                   |                    |                |                |  |  |                     |       |
|  | Espérance de Tunis        | Paris Saint-Germain  | 2                   | 1                  |                |                |  |  |                     |       |
|  | Espérance de Tunis        | 29 de janeiro, Doha  |                     | 1                  |                |                |  |  |                     |       |
|  | Aspire Academy            | 0                    |                     |                    |                |                |  |  |                     |       |
|  | Aspire Academy            | 0                    | Espérance de Tunis  | 2                  | Terceiro lugar | Terceiro lugar |  |  |                     |       |
|  | 27 de janeiro, Doha       |                      | Espérance de Tunis  | 2                  | Terceiro lugar | Terceiro lugar |  |  |                     |       |
|  |                           | Paris Saint-Germain  | 4                   |                    |                |                |  |  |                     |       |
|  | Paris Saint-Germain (pen) | Paris Saint-Germain  | 4                   | 0 (4)              | Benfica        | 3              |  |  |                     |       |
|  | Paris Saint-Germain (pen) |                      |                     | 0 (4)              | Benfica        | 3              |  |  |                     |       |
|  | Aspire Football Dreams    | 0 (2)                |                     | Espérance de Tunis | 0              |                |  |  |                     |       |
|  | Aspire Football Dreams    | 0 (2)                |                     |                    | 0              |                |  |  |                     |       |
|  |                           |                      |                     |                    |                |                |  |  | 31 de janeiro, Doha |       |
|  |                           |                      |                     |                    |                |                |  |  |                     |       |

### Quartas de final
| 26 de janeiro | Benfica                                                                                     | 6 – 0     | Milan | Aspire P4, Doha              |
| 15:30 (UTC+3) | Gonçalo Oliveira 2' · Gonçalo Ramos 22', 45+1' · Tiago Gouveia 48', 59' · João Ferreira 74' | Relatório |       | Árbitro: QAT Abdulaziz Mousa |

| 26 de janeiro | Espérance de Tunis | 1 – 0     | Aspire Academy | Aspire P4, Doha              |
| 17:55 (UTC+3) | Berrima 32' (pen)  | Relatório |                | Árbitro: QAT Mohammed Nasser |

| 27 de janeiro | Real Madrid            | 2 – 3     | Kashiwa Reysol             | Aspire P5, Doha              |
| 15:30 (UTC+3) | Jordi 11' · Latasa 58' | Relatório | Hosoya 9', 89' · Okuda 23' | Árbitro: QAT Ali Ahmed Shams |

| 27 de janeiro | Paris Saint-Germain | 0(4) – 0(2) | Aspire Football Dreams | Aspire P4, Doha            |
| 17:55 (UTC+3) | Berrima 32' (pen)   | Relatório   |                        | Árbitro: QAT Ali Al Haddad |

#### Disputa do 5º–8º lugar
|  | Play offs              | Play offs              |   |                     | Disputa do 5º lugar | Disputa do 5º lugar |  |
|  |                        |                        |   |                     |                     |                     |  |
|  | 28 de janeiro, Doha    |                        |   |                     |                     |                     |  |
|  | Milan                  | 0                      |   |                     |                     |                     |  |
|  | Real Madrid            | 4                      |   |                     |                     |                     |  |
|  |                        |                        |   |                     |                     |                     |  |
|  |                        |                        |   |                     | 30 de janeiro, Doha |                     |  |
|  |                        |                        |   |                     | Real Madrid         | 1                   |  |
|  |                        | Aspire Football Dreams | 3 |                     |                     |                     |  |
|  |                        |                        |   |                     |                     |                     |  |
|  |                        |                        |   |                     |                     |                     |  |
|  |                        |                        |   |                     | Terceiro lugar      |                     |  |
|  | 28 de janeiro, Doha    | 28 de janeiro, Doha    |   | 30 de janeiro, Doha | 30 de janeiro, Doha |                     |  |
|  | Aspire Academy         | 0                      |   | Aspire Academy      | 1 (4)               |                     |  |
|  | Aspire Football Dreams | 1                      |   |                     | Milan (pen)         | 1 (5)               |  |

##### Play offs
| 28 de janeiro | Aspire Academy | 0 – 1     | Aspire Football Dreams | Aspire P4, Doha              |
| 15:30 (UTC+3) |                | Relatório | Keita 56'              | Árbitro: QAT Mohammed Yousef |

| 28 de janeiro | Milan | 0 – 4     | Real Madrid                                                                    | Aspire P4, Doha           |
| 17:55 (UTC+3) |       | Relatório | Javier Lancho 16' · Jorge Ramirez 39' · Cristian Garcia 73' · Alvaro Frias 78' | Árbitro: QAT Khalid Nabat |

##### Disputa do 7º lugar
| 30 de janeiro | Aspire Academy | 1(4) – 1(5) | Milan           | Aspire P4, Doha                  |
| 15:30 (UTC+3) | Alganehi 59'   | Relatório   | Tonin 27' (pen) | Árbitro: QAT Sultan Al Sharshani |

##### Disputa do 5º lugar
| 30 de janeiro | Aspire Football Dreams             | 3 – 1     | Real Madrid | Aspire P4, Doha                 |
| 17:55 (UTC+3) | Otabil 25' · Nuhu 65' · Lutalo 86' | Relatório | Latasa 55'  | Árbitro: QAT Mohammed Alobaidly |

### Semifinais
| 29 de janeiro | Espérance de Tunis      | 2 – 4     | Paris Saint-Germain                                 | Aspire P5, Doha             |
| 15:30 (UTC+3) | Triki 32' · Mimouni 68' | Relatório | Soh 16' · Zagre 18' · Fressange 28' · Aouchiche 46' | Árbitro: QAT Abulaziz Moosa |

| 29 de janeiro | Benfica                                         | 3(4) – 3(5) | Kashiwa Reysol              | Aspire P5, Doha                  |
| 17:55 (UTC+3) | Tiago Gouveia 24' · Nuno Cunha 78' · Camará 90' | Relatório   | Hosoya 58' · Okuda 38', 65' | Árbitro: QAT Mohamed Al Shammari |

### Disputa pelo terceiro lugar
| 31 de janeiro | Espérance de Tunis | 0 – 3     | Benfica                                           | Aspire P5, Doha              |
| 15:30 (UTC+3) |                    | Relatório | Camará 57' · Jair Tavares 77' · Gonçalo Ramos 88' | Árbitro: QAT Ali Ahmed Shams |

### Final
| 31 de janeiro | Paris Saint-Germain | 2 – 1     | Kashiwa Reysol | Aspire P5, Doha              |
| 17:55 (UTC+3) | Coulibaly 34', 54'  | Relatório | Fujimoto 5'    | Árbitro: QAT Moatassim Ahmed |

## Premiação
| Al Kass International Cup 2018          |
| França                                  |
| --------------------------------------- |
| Paris Saint-Germain Campeão (3º título) |

## Classificação geral
| Pos               | Equipes                | Pts | J | V | E | VP | DP | D | GP | GS | SG  |
| ----------------- | ---------------------- | --- | - | - | - | -- | -- | - | -- | -- | --- |
| Medalha de ouro   | Paris Saint-Germain    | 12  | 5 | 3 | 2 | 1  | 0  | 0 | 11 | 6  | +5  |
| Medalha de prata  | Kashiwa Reysol         | 9   | 5 | 2 | 2 | 1  | 0  | 1 | 11 | 10 | +1  |
| Medalha de bronze | Benfica                | 13  | 5 | 4 | 1 | 0  | 1  | 0 | 23 | 6  | +17 |
| 4                 | Espérance de Tunis     | 9   | 5 | 3 | 0 | 0  | 0  | 2 | 8  | 7  | +1  |
| 5                 | Aspire Football Dreams | 11  | 5 | 3 | 2 | 0  | 1  | 0 | 7  | 2  | +5  |
| 6                 | Real Madrid            | 7   | 5 | 2 | 1 | 0  | 0  | 2 | 14 | 9  | +5  |
| 7                 | Milan                  | 5   | 5 | 1 | 1 | 1  | 0  | 3 | 2  | 13 | -11 |
| 8                 | Aspire Academy         | 2   | 5 | 0 | 2 | 0  | 1  | 3 | 5  | 11 | -6  |
| 9                 | Tottenham              | 3   | 3 | 1 | 0 | 0  | 0  | 2 | 6  | 7  | -1  |
| 10                | Wydad Casablanca       | 2   | 3 | 0 | 1 | 1  | 0  | 2 | 1  | 5  | -4  |
| 11                | Fenerbahçe             | 1   | 3 | 0 | 1 | 0  | 1  | 2 | 3  | 9  | -6  |
| 12                | Guangzhou Evergrande   | 1   | 2 | 0 | 1 | 0  | 0  | 2 | 1  | 7  | -6  |

## Ligações Externas
- Sítio Oficial